# Juste après
Juste après est une chanson écrite par Jean-Jacques Goldman et faisant partie de l’album Rouge de Fredericks Goldman Jones paru en 1993. La chanson est interprétée par le trio Carole Fredericks, Jean-Jacques Goldman et Michael Jones et est distribuée comme CD simple en 1994.

## Origine de la chanson
Jean-Jacques Goldman rentre tard chez lui après une journée de travail au studio et regarde alors, dans la nuit du 15 janvier 1990, un documentaire diffusé sur Antenne 2, Les derniers far-west de Michel Honorin , images d’Alain Poirier. Ce reportage relate le travail effectué par Médecins sans frontières et des sœurs missionnaires dans un hôpital à Basankusu au Zaïre (aujourd’hui République démocratique du Congo) en 1989. Une scène de ce documentaire montre le combat acharné d'une sœur sage-femme (sœur Marie-Joséphine) qui tente par tous moyens de réanimer un nouveau-né, alors que le médecin (Dr Patrick Maldague) est à ses côtés. Ému par la violence et l'intensité crue de ces images, Jean-Jacques Goldman se demande ce que cette sage-femme peut faire après ce genre de moment qu’elle vit sans doute au quotidien. Il écrit quelques mots sur un bout de papier qui seront par la suite développés en chanson,,,.

## Vidéo
Une vidéo de la chanson est produite et diffusée en 1994 avec la parution du single. Celle-ci débute avec cette citation, simplement écrite en blanc sur fond gris: 
« Je suis tombé sur ce documentaire par hasard, une nuit, en zappant. Happé par ces images violentes, presque complaisantes, puis miraculeuses, par cette femme et son quotidien de vie ou de mort ».
Le clip présente les trois membres du trio (Fredericks, Goldman et Jones) qui interprètent la chanson dans un décor simpliste, ainsi que des survols de paysages et des extraits du documentaire qui inspira la chanson.
On peut voir une deuxième version de la chanson en hommage à Carole Fredericks lors de la tournée Un tour ensemble, où l'on entend juste une improvisation de vocalises de la chanteuse défunte, enregistrée huit ans plus tôt, lors de la tournée Rouge. « Le fait qu'elle ne dise pas des mots fait qu'on n'est plus dans un mort qui dit des mots, mais plutôt sur quelqu'un qui chante du ciel » commentait Jean-Jacques Goldman.[réf. nécessaire][pas clair]

## Accueil
Restée dix semaines dans le Top 50, Juste après parvient à monter jusqu'en 32e position du classement au cours de sa septième semaine. Il s'agit, avec Fermer les yeux, du moins bon classement d'un single de Fredericks Goldman Jones.